# 羽澤月乃
羽澤月乃是日本的女聲優。主要是在成人遊戲中演出。

## 主要演出作品

### 遊戲
- 水色（進藤睦月）
- 彈珠汽水（女老闆）
- 向日葵（早乙女遙）
- RECONQUISTA（吉森麻咲）
- （葛木桃花）